# 民國無雙
《民國無雙》是以中華民國大陸時期軍閥競逐、抗日戰爭、國共內戰為背景的免費回合制策略游戏。遊戲的概念源自於DOS平臺上的《大時代的故事》。《民國無雙》的作者希望復刻大時代的故事，並打造一個允許玩家將遊戲客製化的遊戲引擎。
2010年7月，《民國無雙》發行第一個正式版本1.0版。遊戲的劇本由香港遊戲工程師鄭立與中華民國國立中正大學歷史研究所學生張承洲合作編寫。遊戲發佈一個月后，中華人民共和國文化部以「嚴重影響國家文化安全」為由將《民國無雙》查禁。

## 故事情節
第一劇本：大時代的故事
中華民國建立已經14年，袁世凱死後無人有足夠力量支配整個中國。北洋政府主政下的中國，因為府院之爭、貪污腐敗與軍閥割據而動盪不安。孫中山理解到需要自己的軍隊進行其革命，遂採用聯俄容共與國共合作的策略。1925年，經過蘇聯的協助中國國民黨改組為列寧式政黨，黃埔建軍也已完成，中國共產黨黨員開始以個人身份加入國民黨，但此時孫中山卻在到達北京後發病，齎志以歿。故事劇情以蔣中正為首的國民革命軍北伐為主線，中途會出現反奉戰爭、中國國民黨清黨、皇姑屯事件等等。但玩家可以亦可以選擇粵系（陳炯明）、直系（吳佩孚）、奉系（張作霖）、五省聯軍（孫傳芳）、馬家軍等軍閥，可以統一中國，幻想中國實現中華聯邦的可能，亦可以用西藏、新疆獨立建國等。
第二劇本：盧溝曉月
民國二十六年，中國正面臨艱辛的挑戰。中原大戰和兩廣事變剛結束，遊戲一開始無可避免的會觸發西安事變的事件，共產黨起死回生。大日本帝国自九一八事變以來步步進逼，終在民國二十七年七月七日發動盧溝橋事變，向中國大舉侵略。遊戲中會出現西安事變、北平淪陷、淞滬會戰、南京大屠殺、新四軍事件、遷都重慶等中國歷史事件，也有諾門罕事件、珍珠港事變、日泰合作等日本國際事件。如果玩家扮演日本以外的角色擊敗日本，引發八年抗戰勝利的兩種劇情之一，都會連鎖引發中國共產黨佔領軍事真空區事件，內戰幾乎緊接著開打。
第三劇本：海棠殘夢
民國三十六年，第二次國共內戰全面開打。本劇本的幾乎所有事件都對扮演中國共產黨以外的角色極為不利，特別是所有事件幾乎都衝著國民政府而來，反映中國國民黨在內戰時的被動地位。遊戲一開始就有內戰爆發劇情，故國共內戰無法避免，隨時間推移更有惡性通貨膨脹、美援中斷及恢復、張靈甫將軍陣亡、孫立人將軍離開東北、中華民國行憲、發行金圓券、中華民國第一屆總統選舉、1948年美國總統選舉、華南多次大水災、學潮蜂起等歷史事件。隨著據點的淪陷，就會引發歷史有名的遼瀋會戰、平津會戰、徐蚌會戰、川康投共、湖南投共、中華人民共和國成立、韓戰爆發等歷史事件。如果玩家是國民政府必須在內憂外患下艱困的進行內戰。
而為避免本劇本中國共產黨難度過低，遊戲亦設計了假想事件——「八百萬美械」（假想中華民國國軍得到美國傾力援助，國軍全軍三十個師改用美械，火力強度與美軍相當，部分部隊更從美國得到了納粹德國未曾對外公開的秘密武器（巨型坦克），各系軍閥面對實力膨脹的蔣介石政府亦不敢陽奉陰違，爭相投歸蔣介石的國民政府，一致剿共）的高難度劇本供玩家選擇。

## 遊戲內容
遊戲以1925年、1935年、1946年的東亞為背景，內置了26個勢力，玩家可選擇任何勢力或者自創陣營進入遊戲。遊戲的設計者允許玩家扮演任何中國軍閥或東亞列強改變歷史，例如統一東亞（大東亞共榮圈）、統一中國、聯省自治、金融壟斷或獨立建國。

## 遊戲開發
《民國無雙》原生於批踢踢實業坊架空歷史版，該版長久以來就存在自製即時戰略遊戲的構想。2009年9月，Chenglap發布了復刻漢堂《大時代的故事》的遊戲企劃，將中國近現代史北伐到對日抗戰這段歷史作為單機版遊戲。遊戲的地圖系統參考《提督之決斷二》，而戰鬥系統則參考《戰國蘭斯》。2009年11月13日，作者發佈了遊戲beta 7版，並將遊戲的名稱定名為《民國無雙》。2010年2月開始，擴大了製作團隊的陣容，許多志願者加入遊戲的元件製作，在經歷了多次修正測試版本之後，《民國無雙》1.0版於2010年7月21日釋出，1.1版於同年的9月29日釋出，1.3版於2011年6月29日釋出。

## 回响

### 中國大陸查禁
中華人民共和國文化部認為《民國無雙》「嚴重影響國家文化安全」，嚴格查禁此遊戲。各地文化局按照文化部要求，組織文化稽查執法人員對轄區內網際網路上網服務營業場所進行全面檢查，如果電腦內已經安裝民國無雙遊戲，要立即卸載。
《民國無雙》在土豆網的遊戲影片及遊俠網的討論串均遭到刪除，貼吧也被關閉。2011年八月，《民國無雙》在中國大陸建立的官網遭到查禁。

### 遊戲模組
遊戲主程式內建修改器，《民國無雙》的作者允許並鼓勵玩家自行創造遊戲模組。遊戲在發佈以後，很快的就有玩家發佈了客製化的成果，出現了以滿洲國、台灣民主國、大韓民國、日本戰國、戰國七雄、第二次世界大戰、反攻大陸、雨傘革命、香港民主國等等為題的遊戲模組。

## 外部連結
- （中文）《民國無雙》官方網站 （页面存档备份，存于）
- （中文）kowloonia （页面存档备份，存于）